# Текстеп
Текстеп (/ˈtɛkstɛp/; англ. Techstep) — поджанр жанра драм-н-бейс

## Описание стиля
Жанр сочетает в себе мрачные индустриальные элементы, а так же басовые семплы из тустеп-гэриджа.
Характерен жёсткими семплами и немногочисленными короткими ударными инструментами. Такт обычно состоит из двух подряд ударяющих бочек и четырёх прямых снейров.
Разнообразие музыки этого направления зависит от звуков и мелодий, последних может и не быть совсем. В этом случае основной акцент делается на ударные звуки. На композициях данного стиля удобно представлять, что такое ломаный ритм в чистом виде.
Этот стиль отличается энергичным звуковым рисунком, в котором редко используются звуки естественного происхождения.

## История
Текстеп развился из джангла и хардстепа  к 1995 году. Название жанра было придумано британским дуэтом Ed Rush and Trace, которые оба сыграли важную роль в формировании жанра. Текстеп находился не под влиянием мелодичного техно из Детройта, а популярным на тот момент бельгийским хардкор техно.
Усиливающаяся коммерциализация драм-н-бейса побудила музыкантов к созданию нового жанра, который лишен поп элементов. Вместо этого в жанре появилось более простое и холодное звучание, которое лишило его большинства элементов R&B и заменило их более жестким звучанием. В плане идеологического вдохновения на жанр повлияли такие художественные фильмы как Бегущий по лезвию и Робокоп.
Одна из первый текстеп звукозаписей является ремиксом DJ Trace на трек «T-Power — Mutant Jazz», которая была опубликована на лейбле S.O.U.R. Recordings в 1995 году. Этот ремикс, продюсерами которого были еще и Ed Rush and Nico, сформировал специфическое звучание текстепа благодаря использованию риз-баса